# Марокканский дирхам
Дирхам (Dh; араб. درهم‎) — денежная единица Марокко. Выпускается центральным банком страны, Банк аль-Магриб (основан в 1959 году). Делится на 100 сантимов (араб. سنتيم‎). Первая эмиссия дирхама, привязанного к курсу французского франка, произошла в 1960 году. До этого основной валютой Марокко являлся марокканский франк.
С 1985 года поддерживается плавающий курс дирхама по отношению к твёрдым валютам. Банковские билеты выпускаются достоинством 20, 50, 100, 200 Dh, монеты — 5, 10 и 20 сантимов, 1/2, 1, 2, 5 и 10 дирхамов. 1$ примерно равен 8-10 марокканским дирхамам. Курс валюты достаточно стабилен, он одинаков по всей стране и устанавливается государством. Валюту свыше $500 вывозить из страны запрещено без справки из банка.

## Монеты
Выпуск монет в дирхамах был начат в 1960 году, первоначально монеты в 1 дирхам были серебряными (600 пробы). В 1965 году выпущены монеты в 1 дирхам из никеля и серебряные монеты в 5 дирхамов (720 пробы). В 1974 году начат выпуск монет в сантимах и монет в 1 дирхам из медно-никелевого сплава, в 1975 — медно-никелевых монет в 5 дирхамов.
Хасан II
5 сантимов, 1394 (1974), алюминиевая бронза, выпуск ФАО
Аверс — изображение румпеля и рыбы в рыболовной сети; вверху годы чеканки; внизу номинал «5», внизу «خمس سنتيمات»; по кругу бусовый ободок.
Реверс — герб Марокко; вверху полукругом «المملكة المغربية»; по кругу бусовый ободок.
Гурт — гладкий,
ø- 17,50 мм,
m- 2,00 г,
т- 1,25 мм.
10 сантимов, 1394 (1974), алюминиевая бронза, выпуск ФАО
Аверс — изображение подсолнухов и солнца; вверху годы чеканки; внизу номинал «10», внизу «عشر سنتيمات»; по кругу бусовый ободок.
Реверс — герб Марокко; вверху полукругом «المملكة المغربية»; по кругу бусовый ободок.
Гурт — рифлёный,
ø- 20,00 мм,
m- 3,00 г,
т- 1,43 мм.
20 сантимов, 1407 (1987), алюминиевая бронза, выпуск ФАО
Аверс — вверху год чеканки, ниже номинал «20», внизу «عشرين سنتيم»; слева изображение фибула; по кругу бусовый ободок. Реверс — герб Марокко; вверху полукругом «المملكة المغربية»; по кругу бусовый ободок.
Гурт — рифлёный,
ø- 23,00 мм,
m- 4,00 г,
т- 1,30 мм.
20 сантимов, 1394 (1974), алюминиевая бронза
Аверс — изображение Хасана II влево; слева «المملكة المغربية», справа «الحسن الثاني»; по кругу пунктирный ободок.
Реверс — герб Марокко; вверху годы чеканки; внизу «عشرين 20 سنتيم»; по кругу пунктирный ободок.
Гурт — рифлёный,
ø- 23,00 мм,
m- 4,00 г,
т- 1,30 мм.
½ дирхама, 1407 (1987), медь-никель
Аверс — изображение Хасана II влево; слева «المملكة المغربية», справа «الحسن الثاني»; по кругу бусовый ободок.
Реверс — герб Марокко; вверху годы чеканки; внизу «نصف 2/1 درهم»; по кругу бусовый ободок.
Гурт — рифлёный,
ø- 21,00 мм,
m- 4,00 г,
т- 1,55 мм.
Мухаммед VI
1 дирхам, 1423 (2002), медь-никель
Аверс — изображение короля Мухаммеда VI влево; справа «المملكة المغربية»; слева «محمد السادس».
Реверс — герб Марокко, внизу номинал «1», слева «درهم واحد», справа год чеканки «1423 • 2002».
Гурт — рифлёный,
ø- 24,00 мм,
m- 6,00 г,
т- 1,70 мм.

## Банкноты
| Серия 1987 (включая модификации 1991) | Серия 1987 (включая модификации 1991) | Серия 1987 (включая модификации 1991) | Серия 1987 (включая модификации 1991) | Серия 1987 (включая модификации 1991)    | Серия 1987 (включая модификации 1991)          | Серия 1987 (включая модификации 1991)                                                                                | Серия 1987 (включая модификации 1991) |
| Изображение                           | Изображение                           | Номинал (дирхамов)                    | Размеры (мм)                          | Основные цвета                           | Описание                                       | Описание | Описание                              |
| Лицевая сторона                       | Оборотная сторона                     | Номинал (дирхамов)                    | Размеры (мм)                          | Основные цвета                           | Лицевая сторона                                | Оборотная сторона | Водяной знак                          |
| ------------------------------------- | ------------------------------------- | ------------------------------------- | ------------------------------------- | ---------------------------------------- | ---------------------------------------------- | --- | ------------------------------------- |
|                                       |                                       | 10 дирхамов                           | 143×70                                | жёлтый, розовый (1987) фиолетовый (1991) | портрет Хасана II                              | марокканская лютня                                                                                                   | портрет Хасана II                     |
|                                       |                                       | 50 дирхамов                           | 148×70                                | зелёный                                  | портрет Хасана II                              | всадники | портрет Хасана II                     |
|                                       |                                       | 100 дирхамов                          | 153×75                                | коричневый                               | портрет Хасана II                              | зелёный марш | портрет Хасана II                     |
|                                       |                                       | 200 дирхамов                          | 158×75                                | голубой                                  | портрет Хасана II                              | раковина; коралл; рыбацкая лодка                                                                                     | портрет Хасана II                     |
| Выпуск 1996                           |                                       |                                       |                                       |                                          |                                                | |                                       |
|                                       |                                       | 20 дирхамов                           | 130×68                                | красно- коричневый                       | портрет Хасана II                              | фонтан мечети Хасана II                                                                                              | портрет Хасана II                     |
| Серия 2002                            |                                       |                                       |                                       |                                          |                                                | |                                       |
|                                       |                                       | 20 дирхамов                           | 140×70                                | фиолетовый                               | портрет Мухаммеда VI                           | панорама крепости Удайя                                                                                              | портрет Мухаммеда VI; число «20»      |
|                                       |                                       | 50 дирхамов                           | 147×70                                | зелёный                                  | портрет Мухаммеда VI                           | глинобитное здание                                                                                                   | портрет Мухаммеда VI; число «50»      |
|                                       |                                       | 100 дирхамов                          | 150×78                                | коричневый                               | портреты Мухаммеда V, Мухаммеда VI и Хасана II | зелёный марш | портрет Мухаммеда VI; число «100»     |
|                                       |                                       | 200 дирхамов                          | 158×78                                | голубой                                  | портреты Мухаммеда VI и Хасана II              | окно мечети Хасана II                                                                                                | портрет Мухаммеда VI; число «200»     |
| Серия 2013                            |                                       |                                       |                                       |                                          |                                                | |                                       |
|                                       |                                       | 20 дирхамов                           | 131×70                                | фиолетовый                               | портрет Мухаммеда VI                           | Поезд, пересекающий мост Хасана II через реку Бу-Регрег в Рабате; Мечеть Хасана II и городские здания в Касабланке   | портрет Мухаммеда VI; число «20»      |
|                                       |                                       | 50 дирхамов                           | 138×70                                | зелёный                                  | портрет Мухаммеда VI                           | Водопад Узуд; аргановое дерево, фрукты и птица                                                                       | портрет Мухаммеда VI; число «50»      |
|                                       |                                       | 100 дирхамов                          | 145×70                                | коричневый                               | портрет Мухаммеда VI                           | Сахарская палатка; ветротурбинная ферма; три верблюда с всадниками по пустыне                                        | портрет Мухаммеда VI; число «100»     |
|                                       |                                       | 200 дирхамов                          | 151×70                                | голубой                                  | портрет Мухаммеда VI                           | Грузовое судно, портальные краны и транспортные контейнеры в порту Танжер; Маяк и деревья на мысе Спартель в Танжере | портрет Мухаммеда VI; число «200»     |
| Серия 2023–2024                       |                                       |                                       |                                       |                                          |                                                | |                                       |
|                                       |                                       | 100 дирхамов                          | 145×70                                | коричневый                               | портрет Мухаммеда VI                           | Площадь Мешуар в Ауэне, традиционный фестиваль в Тан-Тане и шоссе в Западной Сахаре                                  | портрет Мухаммеда VI; число «100»     |
|                                       |                                       | 200 дирхамов                          | 151×70                                | голубой                                  | портрет Мухаммеда VI и мост Мухаммеда VI       | Башня Мухаммеда VI и аэропорт Марракеш-Менара                                                                        | портрет Мухаммеда VI; число «200»     |